# Estação Ferroviária de Luinha (antiga)
Luinha é uma interface ferroviária desactivada do Caminho de Ferro de Luanda, em Angola. Foi encerrada devido à alteração do traçado da linha, tendo sido substituída por uma nova estação.